# Very Special Love Songs
Very Special Love Songs es un álbum de estudio del cantautor estadounidense Charlie Rich. Fue publicado en marzo de 1974 por el sello discográfico Epic Records.

## Ilustración y empaque
La portada del lanzamiento en vinilo original, diseñada por Bill Barnes, muestra un primer plano del rostro de Charlie Rich, tomada por Urve Kuusik.
La contraportada de Very Special Love Songs (KE 32531) incluye esta dedicatoria:
Este álbum está dedicado a mi esposa Margaret Ann.

## Recepción de la crítica
Un escritor no especificado de Record World describió Very Special Love Songs como un álbum “totalmente repleto de gran material y talento”. Un escritor no especificado de la revista Cash Box escribió: “Charlie es probablemente el artículo más popular debido al hecho de que cuatro sellos diferentes están lanzando su material simultáneamente, pero esta colección especial en su sello actual, Epic, es única. Charlie, uno de los vocalistas más expresivos que existen, ilumina el LP con su actual éxito, «A Very Special Love Song», en Epic, así como con su éxito de RCA, «There Won't Be Anymore». La voz suave y emotiva de Rich nunca se ha sentido con más fuerza que aquí”. Un escritor no especificado de la revista Billboard escribió: “Estas son realmente canciones muy especiales, ya que sólo Charlie Rich puede interpretarlas. Hay al menos seis buenas posibilidades de sencillos en el LP, además de su sencillo de éxito y un estándar. La propiedad más popular en el negocio hoy en día, no comenzará a calmarse con este”.

## Lista de canciones
Todas las canciones escritas y compuestas por Charlie Rich, excepto donde esta anotado. 
| Lado uno |                                      |                             |          |  |
| N.º      | Título                               | Escritor(es)                | Duración |  |
| 1.       | «A Very Special Love Song»           | Billy Sherrill Norro Wilson | 2:44     |  |
| 2.       | «Why Don't We Go Somewhere and Love» | Kenny O'Dell Larry Henley   | 2:35     |  |
| 3.       | «Take Time to Love»                  | Tony Joe White Donnie Fritz | 3:00     |  |
| 4.       | «A Satisfied Man»                    | Jerry Foster Bill Rice      | 2:26     |  |
| 5.       | «A Field of Yellow Daisies»          | Margaret Ann Rich           | 3:39     |  |

| Lado dos |                           |                       |          |  |
| N.º      | Título                    | Escritor(es)          | Duración |  |
| 1.       | «Why, Oh Why»             |                       | 2:32     |  |
| 2.       | «Almost Persuaded»        | Sherrill Glenn Sutton | 3:17     |  |
| 3.       | «He Follows My Footsteps» | M. A. Rich            | 2:22     |  |
| 4.       | «Stay»                    |                       | 2:15     |  |
| 5.       | «There Won't Be Anymore»  |                       | 2:25     |  |
| 6.       | «Pretty People»           |                       | 2:33     |  |

## Créditos y personal
Créditos adaptados desde las notas de álbum de Very Special Love Songs.
- Charlie Rich – voz principal, guitarra
- The Nashville Edition – coros
- Billy Sherrill – productor
- Cam Mullins – arreglos en todas las canciones excepto «A Very Special Love Song»
- Bill McElhiney – arreglos en «A Very Special Love Song»
- Lou Bradley – ingeniero de audio
- Ron Reynolds – ingeniero de audio
- Bill Barnes – diseño de portada, fotografía de contraportada
- Urve Kuusik – fotografía de portada

## Posicionamiento

### Gráfica semanal
| Gráfica (1974)                                    | Pico de posición |
| ------------------------------------------------- | ---------------- |
| Australia (Kent Music Report)                     | 45               |
| Canadá (RPM Top Albums)                           | 25               |
| Estados Unidos (Billboard Top LP's & Tape)        | 24               |
| Estados Unidos (Billboard Hot Country LP's)       | 1                |
| Estados Unidos (Cash Box Top 100 Albums)          | 22               |
| Estados Unidos (Cash Box Top Country LP's)        | 1                |
| Estados Unidos (Record World Album Chart)         | 25               |
| Estados Unidos (Record World Country Album Chart) | 1                |

### Gráfica de fin de año
| Gráfica (1974)                              | Pico de posición |
| ------------------------------------------- | ---------------- |
| Estados Unidos (Billboard Hot Country LP's) | 3                |
| Estados Unidos (Cash Box Top Country LP's)  | 3                |

## Certificaciones y ventas
| País                                                     | Certificación | Ventas   |
| -------------------------------------------------------- | ------------- | -------- |
| Estados Unidos (RIAA)                                    | Oro           | 500 000* |
| *cifras de ventas basadas únicamente en la certificación |               |          |